# Juncus ebracteatus
Juncus ebracteatus är en tågväxtart som beskrevs av Ernst Meyer. Juncus ebracteatus ingår i släktet tåg, och familjen tågväxter. Inga underarter finns listade i Catalogue of Life.